# 甲子夜話
『甲子夜話』（かっしやわ）は、江戸時代後期に肥前国平戸藩第9代藩主の松浦清（号は静山）により書かれた随筆集。

## 概要
書名の由来は、平戸藩主を退き隠居した後、この随筆が1821年12月11日（文政4年11月17日）の甲子の夜に書き起こされたものであることによる。その後静山が没する1841年（天保12年）まで20年間にわたり随時書き続けられ、正篇100巻、続篇100巻、第三篇78巻に及ぶ。

## 執筆の背景
文政4年（1821年）、昵懇だった林述斎が松浦邸を訪れ、松浦鎮信（重信）の『武功雑記』の話題となった。述斎が「君もやるべし」と勧め、応じた静山はその夜（11月17日）から筆を執った。折に触れて述斎も内容を見たのみならず、作中に彼の発言が「林子曰く」「林話に」などのかたちで紹介される。

## 題材

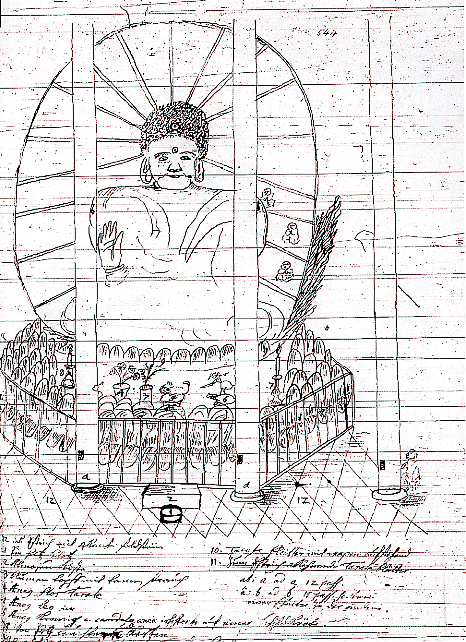
方広寺大仏（京の大仏）は寛政10年（1798年）に落雷による火災で焼失したが、『甲子夜話』に焼失の経過が詳述されている。画像はエンゲルベルト・ケンペルによる方広寺大仏のスケッチ。

内容は、藩主時代の田沼意次政権や松平定信が主導した寛政の改革の時期に関すること、執筆期に起きているシーボルト事件や大塩平八郎の乱などについての記述を始め、社会風俗、他藩や旗本に関する逸話、人物評、海外事情、果ては魑魅魍魎に関することまでの広い範囲に及んでおり、文学作品としてのみならず江戸時代後期、田沼時代から化政文化期にかけての政治・経済・文化・風俗などを知る文献としても重視されている。

### 人物評
- 同時代の大名から過去の偉人まで多岐にわたるが、評価は主観的であり、また世間の評判と正反対の場合もみられる[3]。
- 赤穂義士を「大石の輩」と蔑称で記し[4]、伏見の遊郭に「炬燵やぐらを持来せり」、十人も引き連れて豪遊し「墨硯をつまに持たせ天井に落書[5]いたし候」と放蕩の様子に文句を書いている。静山は公儀や天子様（朝廷）への御奉仕の自身の夜弁当は「僅か一飯三菜のみ」であり、連中が使った金は自身の工面では無かろうとしている[6]。他にも、大高源吾、小野寺十内ら義士の中では比較的著名な人物の悪口も見られる（正篇三十など）。
- 巷間で「南部の大石内蔵助」ともてはやされた相馬大作も「児戯に類すとも云べし」と酷評されている。「弘前侯の厄、聞くも憂うるばかり也」と数頁にわたり同情が寄せられている[7]。
- 上杉治憲は「寛政の名君」としてたびたび作中に取り上げられる。大日本帝国の「修身」教科書の原典らしき逸話も多い（正篇三、正篇十七ほか）。ほかに国持・国持並大名としては伊達村候や鍋島治茂などが賞賛されている。
- 徳川政権下では禁忌と思われる石田三成についても「佐和山の一城主で終わるべき人物にあらじ」と評価する。その一方、三成の旧友でありながら此れを捕縛した田中吉政[8]が一代で絶えたのも、其の呪いだという。静山は三成の遺刀「さゝのつゆ」を大切に保存している（正篇九十一）。
- 幕閣で学者や能吏として活躍した新井白石は「いかにもいぶかしき面体にて君子とは評しがたし」と極端に嫌われている（正篇四十一）。白石が抜擢した室鳩巣の言動や著作についても「腐れ儒者」「笑止なる見解なり」と辛辣である（続篇七）。
- ただ若いころの新井白石を虐め、「奉公構」[9]で苦しめた土屋（大名・旗本）氏も非難されている点から、単なる個人的嫌悪による攻撃ではない。
- 「鳴かないホトトギスを三人の天下人（織田信長・豊臣秀吉・徳川家康）がどうするのか」の詠み人知らずの有名な川柳も載せられている。

### 世相
- 京都の方広寺大仏（京の大仏）は当時大仏として日本一の高さを誇っていたが、寛政10年（1798年）に落雷のため焼失してしまった。その時何があり、どのような経過を辿って焼失したかについて、東福寺の僧印宗より聞いた話（印宗の目撃談）として詳細な記述がある[10]。
- 佐竹義厚は前髪の美少年で「東叡山御防（防火役）なれば出馬せしが振袖の火事装束なりしかとや」。さらに3度も衣装替えをしたので、現場は人が集まり「かく着飾ることは未だ聞かざることなり」[11]。全く婦女のようであったと驚いている（正篇九十四）。
- 鼠小僧が捕まった時、井伊家は塀が高く「盗みも自由を得ざりし」、細川家の縁下に3日隠れていたが国持大名が毎夜「寵姫と酒宴せし有様、至て愚者に見ゆる」、松浦家からは7両盗んだなどと白状したが、静山はもっと多いと自覚していたので女中に嫌疑がかかるのではと心配している（続篇八十四ほか）。平戸藩も被害にあったせいか、数段を割いて鼠小僧の話題が綴られている。

### 博物誌
- 京都と江戸において、鈴虫と松虫の呼称が逆であると記されており（巻百、鈴虫松虫の弁）、『源氏物語』の「鈴虫」が実際には松虫であることの重要な根拠とされている。
- 燕の塩漬けが保存食（兵糧）として使用されること。
- 麻の初生の芽を食すれば発狂すること（巻二十四）。
- 河豚、くらげ（巻二十六）、蟻と似我蜂（巻三十一）。毒のある河豚を大名に食わせる話で、万一に備え予防線を張っておく落語の元ネタのような章もある。
- 荻生徂徠が「水を低地から高地へ導く方法」として「竹の節を破り去り、隙間のないように幾つも繋いで傾斜を緩やかにし、水面に浸した逆のほう（高地）を炙ると水が上昇する」というので、静山が藩邸で実験してみたが失敗した。

### 怪談・伝承
- 雷獣（巻之二、三十三条）、猫の踊り（巻之二、三十四条）、打ち出の小槌、鬼ヶ島、狐火など。

## 影響・作風など
前項の「ホトトギスによる性格分析」のほか、曾呂利新左衛門（米粒を倍々ゲームで貰う）の頓智、山鹿素行の著書にある「敵に塩を贈る」の故事など多くが、講談・落語・説話などの出典になり人口に膾炙している。本書の影響が読書人以外へも少なからずあったこと、そして静山自身が創作したオリジナルの物語こそ少ないが、聞き上手の人であったこと、読書家であり他人の発言を真偽かどうか試行するなど好奇心も強かったことが作品から覗える。

## 資料
全編の内容が確認できるものとして、平凡社〈東洋文庫〉で、直筆原稿に基づき、正篇6巻、続篇8巻、三篇6巻の計全20巻が刊行され、電子書籍版もある。ただし原文のみで現代語訳はない。